# Fred Phelps

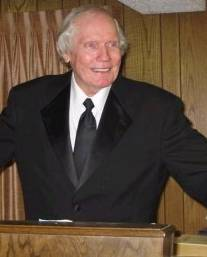
Fred Phelps

Fred Waldron Phelps, Sr. (n. 13 noiembrie 1929 - d. 19 martie 2014) a fost conducătorul Bisericii Baptiste Westboro, ce are sediul în Topeka, Kansas, S.U.A..